# (15630) Disanti
(15630) Disanti est un astéroïde de la ceinture principale.

## Description
(15630) Disanti est un astéroïde de la ceinture principale. Il fut découvert le 24 avril 2000 à la station Anderson Mesa par le programme LONEOS. Il présente une orbite caractérisée par un demi-grand axe de 2,33 UA, une excentricité de 0,11 et une inclinaison de 5,5° par rapport à l'écliptique.

## Compléments